# Boarmia menetriesi
Boarmia menetriesi là một loài bướm đêm trong họ Geometridae.